# Uc (crit)
|  | Aquest article tracta sobre el crit tradicional. Vegeu-ne altres significats a «Uc (desambiguació)». |

|  | Aquest article tracta sobre el crit tradicional. Vegeu-ne altres significats a «Unitat de control». |

Un uc és un aüc o crit característic dels pagesos eivissencs per a comunicar-se d'un camp a un altre, o de nit. També s'utilitzava de forma desafiant i per això va ser prohibit al segle xix. Avui és utilitzat en to festiu. La transcripció del so és més o menys: « Atúúúúúúúúú! Iaaaaaaaaaaaa... Ha ha ha ha hai! ».